# Galenia dregeana
Galenia dregeana là một loài thực vật có hoa trong họ Phiên hạnh. Loài này được Fenzl ex Sond. mô tả khoa học đầu tiên năm 1862.